# Zaischnopsis ivondroi
Zaischnopsis ivondroi är en stekelart som först beskrevs av Jean Risbec 1952.  Zaischnopsis ivondroi ingår i släktet Zaischnopsis och familjen hoppglanssteklar. Inga underarter finns listade i Catalogue of Life.